# 我們與愛的距離
〈我們與愛的距離〉（英語："The Distance Between Us"）是香港歌手許廷鏗的單曲，於2019年8月5日由香港華納作數位發行，其後收錄於他的出道十週年紀念專輯《拾》。歌曲的音樂錄影帶遠赴台灣取景拍攝。歌曲推出後獲得熱烈回響，成為903專業推介、中文歌曲龍虎榜與新城勁爆流行榜三台冠軍歌。
許廷鏗其後亦憑著歌曲贏得2019年「新城勁爆歌曲」、「專業推介叱咤十大 第七位」以及「十大中文金曲」。

## 歌曲列表
| 線上下載 串流媒體 | 線上下載 串流媒體 | 線上下載 串流媒體 |
| 曲序              | 曲目              | 时长              |
| ----------------- | ----------------- | ----------------- |
| 1.                | 我們與愛的距離    | 3:51              |

## 製作團隊
資料來自〈我們與愛的距離〉音樂錄影帶於YouTube的說明文字。
- 作曲：Cousin Fung / 黃兆銘
- 填詞：林夕
- 編曲：周錫漢 / 黃兆銘
- 監製：周錫漢 / 于逸堯@人山人海

## 榜單
| 週榜單（2019年）       | 最高 名次 |
| ---------------------- | --------- |
| 香港（903專業推介）    | 1         |
| 香港（中文歌曲龍虎榜） | 1         |
| 香港（新城勁爆流行榜） | 1         |

## 獎項
| 年份   | 頒獎禮                     | 獎項                    | 結果 | 來源  |
| ------ | -------------------------- | ----------------------- | ---- | ----- |
| 2019年 | 《新城勁爆頒獎禮》         | 新城勁爆歌曲            | 獲獎 | [ 6 ] |
| 2019年 | 《叱咤樂壇流行榜頒獎典禮》 | 專業推介叱咤十大 第七位 | 獲獎 | [ 7 ] |
| 2019年 | 《第四十二屆十大中文金曲》 | 十大中文金曲            | 獲獎 | [ 8 ] |

## 資料來源
1. ↑  . 東方日報. 2019-08-07  [2021-05-06]. （原始内容存档于2021-05-10）.
2. ↑  . warnermusichk於YouTube. 2021-03-21  [2021-05-05]. （原始内容存档于2021-05-06）.
3. ↑  . 檸音樂. 2019-11-16  [2021-05-06]. （原始内容存档于2021-05-06）.
4. ↑  . 檸音樂. 2019-09-14  [2021-05-06]. （原始内容存档于2021-05-07）.
5. ↑  . 檸音樂. 2019-09-28  [2021-05-06]. （原始内容存档于2021-05-06）.
6. ↑  . 明報OL網. 2019-12-28  [2021-05-06]. （原始内容存档于2019-12-29）.
7. ↑  . 明報OL網. 2020-01-01  [2021-05-06]. （原始内容存档于2021-05-10）.
8. ↑  . 明報OL網. 2020-01-19  [2021-05-06]. （原始内容存档于2021-04-25）.